# Isonychia diversa
Isonychia diversa är en dagsländeart som beskrevs av Jay R. Traver 1934. Isonychia diversa ingår i släktet Isonychia och familjen Isonychiidae. Inga underarter finns listade i Catalogue of Life.